# 二匹の牝犬
『二匹の牝犬』（にひきのめすいぬ）は、1964年の日本映画、R-18（旧成人映画）指定。白黒映画。東映東京撮影所製作、東映配給。主演：小川真由美、監督：渡邊祐介。

## 概要
1961年に新東宝から東映東京撮影所（以下、東映東京）に移籍した渡邊祐介（渡辺裕介）監督が、娯楽作を連発した後、小川真由美、緑魔子を起用して製作した"悪女"シリーズ第一作。1960年代後半から本格化する東映ポルノの原点とも評される。小川真由美は、1963年から1964年に放送されたテレビドラマ『孤独の賭け』（NET）で初めて悪女を演じた後、本作に抜擢された。映画初主演となる本作でもトルコ嬢に扮し、セックスと小川の裸を売った宣伝が功を奏して大ヒットし、小川に次々と映画のオファーが殺到した。また小川の"悪女"イメージが決定的となった。小川の出演は所属した文学座の1963年の二度に渡る大量離脱による分裂騒動で傾いた劇団の借金返済のためといわれている。また本作で映画デビューした緑魔子も小川とふてぶてしい娼婦姉妹を演じて小川同様"悪女"イメージが付き、1960年代に東映の"悪女もの""風俗路線"に多数出演、任侠映画の併映作品として東映の一角を担った。緑は本作で第15回ブルーリボン賞を受賞。緑は1960年代から1970年代にかけて倦怠的なムードで特異な人気を得た。

## ストーリー
赤線地帯を振り出しに、男から男へ渡り歩く女・並木朝子。トルコ嬢になり身体を元手に荒稼ぎし、法の目をくぐり証券会社の営業部員・関根啓三と組み大金を貯めていた。ある日、異母妹の夏子が上京し朝子の部屋に居すわる。夏子はセックスを塵ほどにも思わない現代娘で、遣り手婆のテツに誘われ簡単に売春婦になる。朝子はトルコ風呂を辞め、関根との結婚を夢みるようになるが、関根は朝子から全てを搾り取ろうと考えていたワルで夏子とも交渉を持った。株が大暴落し関根は夏子との結婚を餌に朝子の株を帳消しにしようと考える。しかし関根は夏子の肉体の虜になっていく。　

## キャスト
- 並木朝子：小川真由美
- 並木夏子：緑魔子
- 関根啓三：杉浦直樹
- 川辺テツ：沢村貞子
- きん子：若水ヤエ子
- トク子：本山可久子
- 葉子：宮園純子
- みどり：新井茂子
- 青山：北村和夫
- 田坂刑事：宮口精二
- 三木：三津田健
- 津子：草野大悟

## スタッフ
- 監督：渡邊祐介
- 脚本：下飯坂菊馬、渡邊祐介
- 企画：岡田茂
- 撮影：西川庄衛
- 美術：森幹男
- 音楽：渡辺宙明
- 録音：小松忠之
- 編集：長沢嘉樹

## 製作経緯

### 企画
企画、及び映画タイトル命名は、岡田茂プロデューサー（のち、東映社長）。本作公開時には東映京都撮影所所長に転任していたが、前任の東映東京時代に現状打破としてギャング路線や東映名作路線、任侠路線などと共に岡田が考案したエロ路線の一本である。岡田はこの前の年1963年にエロ描写が話題を呼んだ佐久間良子主演『五番町夕霧楼』をプロデュースして大ヒットさせていたが、『五番町夕霧楼』の場合は、文芸大作という体を成していた。しかし『二匹の牝犬』の場合は原作もないオリジナル脚本で、主役の二人が娼婦を演じるというエロを前面に出した画期的な女性映画であった。日本映画は1950年代頃までは男優中心で、突出した大女優を除けば、女優は時代劇でも現代劇でも基本的には刺身のツマ扱いだった。ところが1960年代に入ってテレビの台頭と同時に映画の斜陽が始まった。この打開策として邦画各社が一斉に力を入れ始めたのがエロチシズムを売りものにした成人映画で、ここから女優を主役にした映画がたくさん作られはじめていた。　

### 脚本
前作・高倉健主演のベタベタなギャング映画『恐喝』を監督した渡邊祐介に、岡田が「そんなにベタベタしたいなら、女の細胞に興味を持て」「ノースターで女を描いてみろ」と指示。売春防止法施行から六年目で、この法律に頭に来ていた渡辺はすぐに飛びついた。渡邊が脚本を下飯坂菊馬と組みたいと希望、渡邊と下飯坂は、この後もコンビで多くの作品を手掛けた。

### キャスティング
半年かけて脚本を完成させロケハンも済ませたが、ノースターどころか、なかなか女優が見つからず。渡邊と助監督で足を棒にして文学座研究生の小川真由美と東宝のテレビ部に所属して当時"島蓉子"という芸名で活動していた緑魔子を、小川の妹役として渡邊が起用を決めた。
主演の小川真由美は、1963年に新藤兼人監督『母』で映画初出演し本作が二作目。前述のように文学座の借金返済のため小川と、三津田健、宮口精二、北村和夫、本山可久子、草野大悟、岸田森ら、同劇団の俳優がユニット出演している。小川は1963年10月4日から放送されたNET・東映共同制作『孤独の賭け』での乾百子役に「小川の悪女役っておもしろいじゃないか」と目を付けられ本作主演に抜擢された。小川は文学座の所属でありながらトルコ嬢の役に「こんな役やるの?」と嫌がったが、岡田が「そうだよ。この役が君の役だ」と説得された。小川は本作に続き、同じ岡田プロデュースの『悪女』に起用され、小川は役柄だけではなく、小川自身も悪女というイメージが付くほど、強烈な悪女イメージが付いた。取材のカメラマンから「不敵な笑いを浮かべて下さい」と言われたり、身体をこわして逓信病院に入院したら、テイシンを聞き間違えたか「悪女小川真由美、セイシン病院に入院！」と週刊誌に書かれた。当時の小川はまだ二十代半ば。悪女のレッテルにオタオタし、何とか悪女イメージから脱却しようと杉村春子の娘役でホームドラマに出て、純情可憐なイメージを振りまいたが、なかなか悪女イメージを払拭できなかった。しかし文学座の分裂騒動で中堅どころがごっそり抜けた幸運もあり、同劇団で早くから主役に抜擢され、年を重ねるに連れ、舞台でも映画やテレビでも女探偵から阿部定まで幅広い役をこなし、何でも出来る"変化女優"といわれるようになり、女優として名声を高めていった。
緑魔子は九州訛りが酷く、芝居が素人同然だったため岡田は「そんな女を使って、フィルムがメチャクチャになるぞ」と反対したが、緑は懸命に勉強し演技力を身に付けた。緑はこの時代には珍しく英語が流暢に話せるインテリだったが、当時の状況としてはかなり衝撃的な全裸のシャワーシーンを演じるなど大胆に裸体を披露し、デビュー作で新劇人に囲まれながら強烈なオーラを放った。渡邊は「東宝演劇部に席を置くというだけの全くの素人に近い人だった」「映画のエの字も知らない子だったが、ただ眼玉が人並み外れて素晴らしかった」 「スターは会社が作るというが、50%は彼女自身が作り上げた」などと評価した。緑は本作の演技によりこの年のブルーリボン賞新人賞を受賞している。緑はこの後1968年にフリーとなるまで東映の専属として27本もの東映のプログラムピクチャーをメインとし"アングラ"や"新劇"といったバックボーンを持たずに、多くの作品で個性的な役を演じた。溝口健二や増村保造からはるかのちの五社英雄や関本郁夫へと連なるキャットファイトの系譜の内でも小川と緑の迫力と美しさは群を抜くとも評された。　

## 宣伝
公開時の惹句は「げっぷが出るほど抱かせてやる」であった。

## 興行
岡田はカラーで撮影させたかったが営業が反対し白黒映画になった。当時は少しでもこけそうな映画は全部白黒で撮っていた。しかし大ヒットし後になって「何でカラーにしなかったんだ」と言われたという。　

## 後世への影響
本作は東映東京に於ける"風俗映画路線"、及び東映に於けるエロティシズム映画のプラットフォームになった一本である。本作のヒットにより、岡田は渡邊監督、小川真由美・緑魔子コンビで『悪女』を企画。この作品で岡田は初めて梅宮をスケコマシ役として登場させた。梅宮の好演を観て岡田と園田実彦が企画したのが梅宮辰夫・緑魔子コンビによる1965年の『ひも』。これを岡田が「夜の青春シリーズ」としてシリーズ化、東映東京撮影所に置き土産として残し、東映京都撮影所所長に転任した。渡邊祐介はセックスを風俗の面から捉えることに大反対で「夜の青春シリーズ」には参加せず、この路線に興味を失った。園田実彦は「夜の青春シリーズ」などをプロデュース後、1960年代後半に大川毅東映専務と活動屋重役とのお家騒動があった際、映画撮影中に失踪、日活にプロデューサーとして収まり『ハレンチ学園』などの企画をしている。
また岡田はこの『二匹の牝犬』から始まるエロティシズム路線を時代劇に持ち込めないか企図し、後に中島貞夫に『くノ一忍法』を作らせた。これが京都撮影所所長に転任後「任侠映画」と共に路線化した「東映ポルノ」である。

## 同時上映
- 『紫右京之介 逆一文字斬り』
  - 主演：大川橋蔵、監督：長谷川安人